# 白楽 (横浜市)
白楽（はくらく）は、神奈川県横浜市神奈川区の町名。住居表示は未実施で、丁目は設けられていない。

## 地理
神奈川区中部に南北にやや長い町域を持つ。東は白幡町・白幡上町・白幡西町、南は鳥越、西は西神奈川三丁目・六角橋一丁目、北は港北区篠原西町・篠原台町に隣接する。町の西端を東急東横線が通り、北部に白楽駅、南部に東白楽駅の二駅が設けられている。白楽駅は神奈川大学の玄関口で、六角橋商店街にも近い。

## 歴史
古くは橘樹郡神奈川町大字神奈川の一部で、『新編武蔵風土記稿』の神奈川町の項目に「白樂山」の記述がみられる。1901年（明治34年）に横浜市に編入。1926年（大正15年）2月14日、東急東横線が開通し白楽駅開業。1932年（昭和7年）、横浜市神奈川区神奈川町字東白楽・中川・柳町・西白楽および六角橋町字金子町から新設された。1970年（昭和45年）6月1日に港北区篠原南部地区の住居表示に伴い一部が港北区篠原西町に編入。1973年（昭和48年）9月10日に、西神奈川地区の土地区画整理事業に伴い、鳥越・西神奈川町の一部を編入し、白楽の一部を西神奈川二丁目に編入した。1991年（平成3年）11月11日に、白幡地区の住居表示の実施に伴い、白幡上町の一部を編入した。

## 世帯数と人口
2025年（令和7年）6月30日現在（横浜市発表）の世帯数と人口は以下の通りである。
| 町丁 | 世帯数    | 人口    |
| ---- | --------- | ------- |
| 白楽 | 1,323世帯 | 2,223人 |

### 人口の変遷
国勢調査による人口の推移。
| 年                 | 人口  |
| ------------------ | ----- |
| 1995年（平成7年）  | 2,267 |
| 2000年（平成12年） | 2,168 |
| 2005年（平成17年） | 2,167 |
| 2010年（平成22年） | 2,115 |
| 2015年（平成27年） | 2,094 |
| 2020年（令和2年）  | 2,145 |

### 世帯数の変遷
国勢調査による世帯数の推移。
| 年                 | 世帯数 |
| ------------------ | ------ |
| 1995年（平成7年）  | 1,064  |
| 2000年（平成12年） | 1,097  |
| 2005年（平成17年） | 1,121  |
| 2010年（平成22年） | 1,095  |
| 2015年（平成27年） | 1,169  |
| 2020年（令和2年）  | 1,244  |

## 学区
市立小・中学校に通う場合、学区は以下の通りとなる（2024年11月時点）。
| 番地                                                     | 小学校             | 中学校               |
| -------------------------------------------------------- | ------------------ | -------------------- |
| 1番地〜65番地の10 65番地の12〜21 66〜89番地 108〜115番地 | 横浜市立二谷小学校 | 横浜市立栗田谷中学校 |
| 65番地の11 65番地の22〜27 90〜107番地 116番地以降        | 横浜市立白幡小学校 | 横浜市立神奈川中学校 |

## 事業所
2021年（令和3年）現在の経済センサス調査による事業所数と従業員数は以下の通りである。
| 町丁 | 事業所数  | 従業員数 |
| ---- | --------- | -------- |
| 白楽 | 148事業所 | 913人    |

### 事業者数の変遷
経済センサスによる事業所数の推移。
| 年                 | 事業者数 |
| ------------------ | -------- |
| 2016年（平成28年） | 176      |
| 2021年（令和3年）  | 148      |

### 従業員数の変遷
経済センサスによる従業員数の推移。
| 年                 | 従業員数 |
| ------------------ | -------- |
| 2016年（平成28年） | 938      |
| 2021年（令和3年）  | 913      |

## その他

### 日本郵便
- 郵便番号 : 221-0065[3]（集配局：神奈川郵便局[24]）

### 警察
町内の警察の管轄区域は以下の通りである。
| 番・番地等                        | 警察署       | 交番・駐在所 |
| --------------------------------- | ------------ | ------------ |
| 1〜18番地 32〜96番地 106〜116番地 | 神奈川警察署 | 西神奈川交番 |
| その他                            | 神奈川警察署 | 六角橋交番   |